# Dušan Čater
Dušan Čater, slovenski pisatelj, urednik, prevajalec, scenarist * 7. december 1968, Celje, Slovenija.

## Življenje in delo
Dušan Čater je na ljubljanski univerzi študiral novinarstvo in sociologijo. Delal je kot urednik založbe Karantanija ter kot kolumnist sodeloval pri nekaterih slovenskih časopisih in revijah. Napisal je nekaj scenarijev za televizijske oddaje in nekaj izvirnih iger. Od leta 1995 deluje kot svobodni pisatelj. Je član Društva slovenskih pisateljev (DSP). Je tudi avtor scenarija za celovečerni film Pojdi z mano (režija Igor Šterk) in lutkovne igre IR1 ali Peter Klepec. Njegova dela so prevedena v več jezikov., Za zbirko kratke proze Džehenem je leta 2012 dobil nagrado Fabula, za roman Pojdi z mano pa 1. nagrado na natečaju Rastem s knjigo.

### Romani
- Flash Royal (1994)
- Imitacija (1996)
- Patosi (1999)
- Ata je spet pijan (2002)
- Pojdi z mano (2008, 2009)
- B52 (roman) (2015)
- Ekstradeviško (roman) (2020)
- Dežela ZOO (2024)

### Kratka proza
- Resnični umori (1997)
- Džehenem (zbirka novel, 2010)

### Knjige za otroke
- Peter Klepec (1995)
- Kralj Matjaž (1996)
- Veronika Deseniška (1996)
- Pojdi z mano (2009)
- Ribamož (2013)

### Monografije
- Marilyn Monroe (1994)
- Casanova (1994)
- Oscar Wilde (1995)
- The Doors (2000)

### Prevodi
- Robert Perišić: Vse te smešne zgodbe (2002)
- Edo Popović: Izhod Zagreb jug (2004)
- Antologija hrvaške kratke zgodbe (2005)
- Ante Tomić: Veliki šoping (2005)
- Goran Samardžić: Gozdni duh (2006)
- Robert Perišić : Naš človek na terenu (2009)